# Johann von Mikulicz

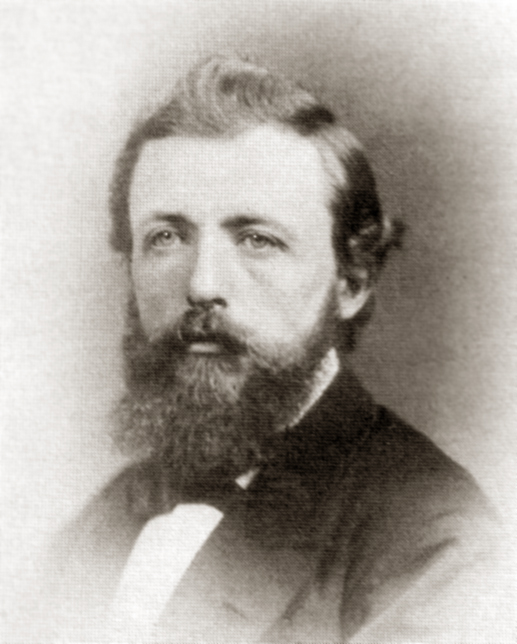
Johann von Mikulicz (1880)

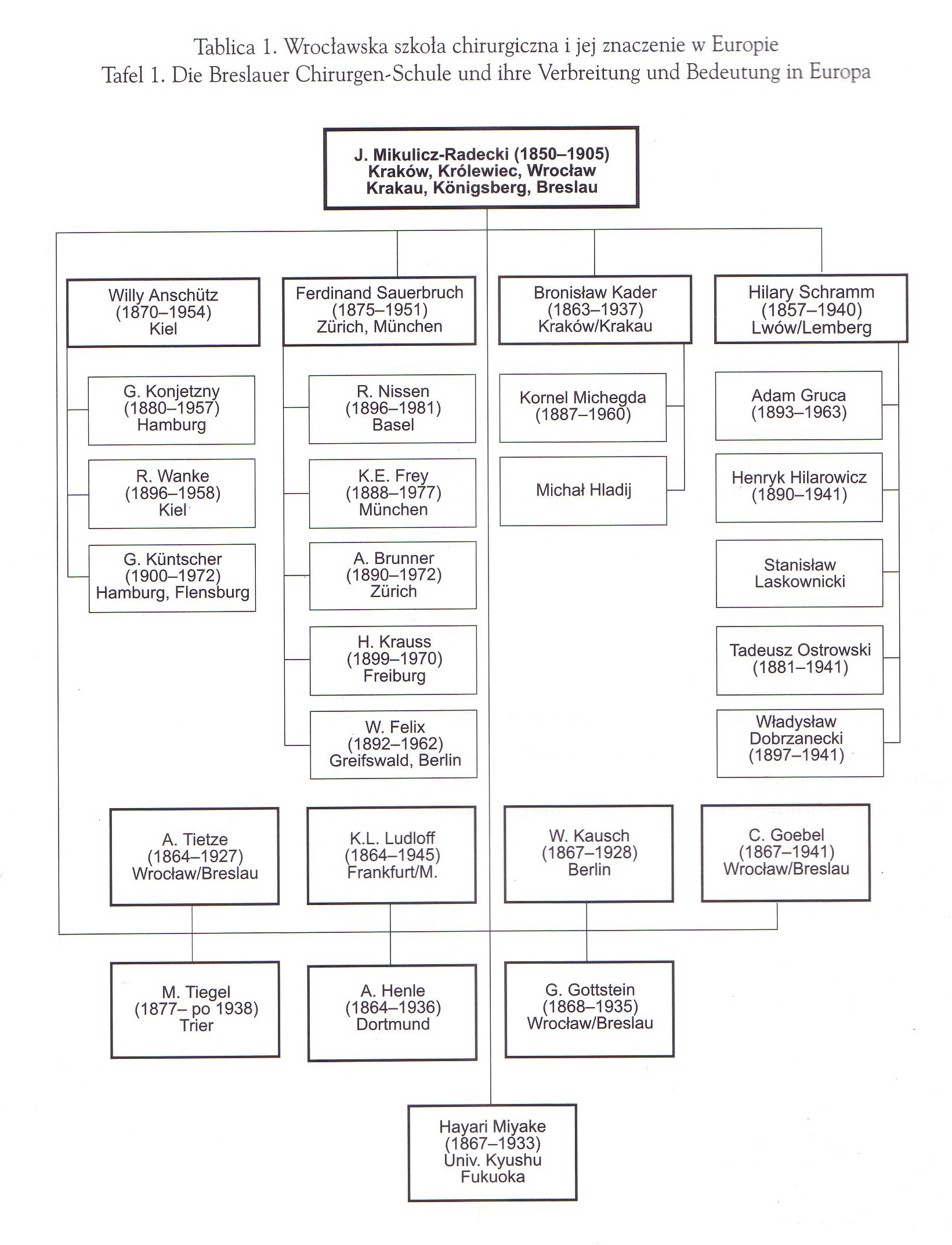
Mikulicz-Schüler

Johann Anton Freiherr von Mikulicz-Radecki, auch Johannes von Mikulicz-Radecki bzw. Jan Mikulicz-Radecki (* 16. Mai 1850 in Czernowitz; † 14. Juni 1905 in Breslau) war ein deutsch-österreichischer Chirurg und Geheimrat in Preußen. Auf vielen heute eigenständigen Gebieten der Chirurgie leistete er Pionierarbeit.
Wie viele andere Bewohner der Bukowina ein „Buchenland-Europäer“, beherrschte er fünf Sprachen. Seine Publikationen schrieb er später nicht nur in Deutsch, sondern auch in Polnisch, Russisch und Englisch. Seine Muttersprache war, wie seinerzeit in Czernowitz üblich, deutsch.

## Familie
Johann von Mikulicz’ Vater Andreas Mikulicz-Radecki (1804–1881) hatte es im Kaisertum Österreich vom Forstsubstituten durch Selbststudium zum Forstbeamten in Lemberg und später zum Cameralbaumeister gebracht. In der Bukowina baute er das Rathaus und gestaltete den Ringplatz und den Volksgarten in Czernowitz. Er war Sekretär der Handelskammer. Seine Mutter Emilie geborene von Damnitz (1813–1867) war Tochter eines früheren preußischen Offiziers (siehe Damnica) und Andreas’ zweite Frau. Ihr Großvater war mit anderen deutschen Kolonisten von der Habsburgermonarchie in die Bukowina geholt worden, als sie im Frieden von Küçük Kaynarca vom Osmanischen Reich an Österreich abgetreten werden musste. Der väterliche Großvater Franciskus Mikulicz-Radecki (1774–1816) war ein Provinzbeamter aus verarmtem litauisch-polnischen Adel; 1804 heiratete er Josepha Edle von Just aus deutschem Adel. Johanns Bruder Valerian von Mikulicz, noch Oberst in der k. k. Armee, beantragte 1897 die Wiedererlangung des Adelstitels. Franz Joseph I. bestätigte den „Herkunftsnachweis der Familie Radecki“ in polnischer, deutscher und russischer Sprache. Kaiser Wilhelm II. nahm den „ordentlichen Professor und Geheimen Medizinal-Rath aus altpolnischem Adel“ am 12. Juni 1899 als Johann von Mikulicz-Radecki in den preußischen Adelsstand auf.
Der siebensprachige Vater hielt auf Toleranz, Schulbildung und Musik. In der Familie wurde Deutsch, mit Verwandten und Freunden auch Ukrainisch, Rumänisch oder Polnisch gesprochen. Johann von Mikulicz sprach Ukrainisch, Jiddisch und Rumänisch. Die polnische Sprache erlernte er erst in Wien vor seiner Berufung nach Krakau.

## Leben
Johann besuchte die Grundschule in Czernowitz. Musikalisch begabt, verbrachte er drei Jahre an der Pianistenvorschule und am Musikinstitut von Josef Proksch in Prag. Wie sein Bruder Valerian von Mikulicz besuchte er das k.k. I. Staatsgymnasium Czernowitz (1862), das Wiener Theresianum (1863) und das Benediktiner-Gymnasium in Klagenfurt (1864). Dort brachte er sich das Orgelspiel bei. In seiner Freizeit als Kirchenorganist gab er Nachhilfeunterricht. Nach kurzem Besuch des k.k. I. Obergymnasiums in Hermannstadt kehrte er nach Czernowitz zurück, wo er im Alter von 19 Jahren die Matura mit Auszeichnung erwarb.

### Studium
Zunächst wollte Mikulicz Musiker werden. Nachdem seine Mutter 1867 gestorben war, kam er zu seinem Onkel Lukas Mikulicz, der das Hebammen-Lehr-Institut in Hermannstadt leitete. Unter dessen Einfluss entschied sich Johann für das Studium der Medizin. Obwohl sein Vater ein Orientalistik- oder Jurastudium in Hinblick auf eine Diplomatenlaufbahn wünschte, immatrikulierte er sich 1869 an der Universität Wien als Medizinstudent. Sein Vater stellte daraufhin den Unterhalt ein. Johann finanzierte sein Studium mit Klavier- und Deutschunterricht. Nach zwei Semestern wurde ihm das Freiherr v. Silbersteinsche Stipendium zugesprochen. Die 700 Gulden pro Jahr entlasteten ihn vom Unterrichten, so dass er Klavier üben und Kurse am Wiener Konservatorium belegen konnte. Ein Gulden entspräche heute etwa 8 €.
Zu seinen medizinischen Lehrern zählten Josef Hyrtl, Carl Rokitansky, Joseph Skoda und Ferdinand von Hebra. Im März 1875 bestand er das Staatsexamen und das Rigorosum zum Medicinae universae doctor. Im selben Jahr verlobte er sich mit der Wiener Schauspielerin Henriette Pacher (1853–1937), die in den nächsten sieben Jahren seine Sekretärin wurde und alle Publikationen lektorierte.

### Schüler und Freund Billroths
Der Jurist Leopold von Neumann empfahl ihn nachdrücklich dem Wiener Chirurgen Theodor Billroth. Bekannt für seine hohen Ansprüche an seine Mitarbeiter und im Zenit seines Ansehens, nahm er Mikulicz 1875 als Volontärassistenten in seine Chirurgische Klinik auf. Aus Billroths Skepsis wurde Respekt und schließlich Freundschaft. In seinem Haus spielten sie oft im Klavierduo. Dort gewann Mikulicz auch die Wertschätzung von Johannes Brahms, mit dem er die vierhändigen Walzer op. 39 zur Erstaufführung brachte.
Nach dreieinhalb Jahren wurde Mikulicz Assistenzarzt. Billroth wünschte ihm schon 1877 die erste Chirurgieprofessur in Czernowitz, das 1875 Universitätsstadt geworden war. Da sie keine medizinische Hochschule erhielt, schickte Billroth seinen Hoffnungsträger auf eine fünfmonatige Studienreise nach Deutschland, Frankreich und England. Im Mittelpunkt stand die Antisepsis. Aus der Berufung an die Universität Lemberg wurde nichts. Seit 1878 Oberarzt, besuchte Mikulicz 1879 Richard von Volkmann in Halle, Bernhard von Langenbeck an der Charité, Friedrich von Esmarch in Kiel, Johann Nepomuk von Nußbaum in München, August Socin in Basel, Jules Péan in Paris und schließlich Joseph Lister in London. Das ihm von Billroth in der ersten Zeit zugeworfene, 1870 von Ferdinand von Hebra beschriebene Rhinosklerom wurde nach Mikulicz benannt. Nach seinen Beobachtungen bei Lister stellte er sich schon 1878 gegen Karbolspray in der Desinfektion und Wundbehandlung. 1881 empfahl er stattdessen Jodoform, das vor ihm schon Albert von Mosetig-Moorhof in der Kriegschirurgie eingesetzt hatte. In den letzten Jahren bei Billroth veröffentlichte er 16 wichtige Arbeiten zur Wundbehandlung, Abdominaldrainage und Endoskopie von Ösophagus und Magen.

### Orthopädie und Endoskopie
Mit Untersuchungen zum Genu varum und Genu valgum an Hunderten von Leichenbeinen habilitierte er sich 1880 für das Fach Chirurgie. Die virtuelle Tragachse des Beines (Hüftgelenk – Sprunggelenk) ist noch heute als Mikulicz-Linie bekannt. Die osteoplastische Resektion des Fußes ist nach ihm und Wladimirow benannt. William Macewen und Anton von Eiselsberg erkannten ihn als Pionier der modernen Orthopädie.
Im Dezember 1880 heiratete Mikulicz seine langjährige Verlobte Henriette Maria Franziska Pacher (1853–1937). Nach den in Österreich-Ungarn geltenden Regeln für Operationszöglinge musste er deshalb aus der Universitätsklinik ausscheiden. Billroth erwirkte zwar beim zuständigen Ministerium eine einjährige Verlängerung, aber die Hochschullaufbahn in Österreich war verbaut. In einer Wiener Poliklinik mit besserem Einkommen angestellt, vermisste er die klinische und wissenschaftliche Arbeit. So wandte er sich dem ambulant zugänglichen Gastrointestinaltrakt zu. Den Bauchraum konnte man damals nur palpatorisch, auskultatorisch oder durch eine probatorische Laparotomie untersuchen – bei Tumoren meistens zu spät. Eine erstmals von Mikulicz 1880 durchgeführte Vernähung eines durchgebrochenen Magengeschwürs endete mit dem Tod des Patienten. Schwertschlucker brachten Mikulicz 1881 auf den Gedanken, die Speiseröhre mit einem geraden Rohr zu untersuchen. Mit dem Wiener Instrumentenmacher Josef Leiter gelang es ihm, auch ein unten abgewinkeltes Gastroskop mit Beleuchtung und Spülung zu verwenden und damit erstmals erfolgreich Gastroskopien bei Patienten durchzuführen.

### Krakau (1882–1887)
Im galizischen Krakau lebte Mikulicz’ Schwester Emilia Zborowska, die ihn im Studium finanziell unterstützt hatte. An der Jagiellonen-Universität war der chirurgische Lehrstuhl durch den Tod von Anton Bryk vakant. Gegen den Widerstand der Fakultät setzten Billroth und Alfred Józef Potocki, der kaiserliche Statthalter in Galizien, Mikulicz beim Kultusministerium in Wien als Bryks Nachfolger durch. Die Fakultät zweifelte an seinem polnischen Sprachvermögen und seiner Nationalität. Dem trat Mikulicz 1882 in der Antrittsvorlesung entgegen. Auf die Frage nach seiner Nationalität antwortete er gern: Ich bin Chirurg. Zwar hatte ihm Wien deutsche Vorlesungen in den beiden ersten Jahren erlaubt; aber bereits nach einem Jahr konnte er sie auf polnisch halten.
Die kleine chirurgische Klinik in der Kopernikus-Straße hatte fünf Stationen mit jeweils sechzehn Betten. Mikulicz sammelte Spenden und sorgte mit Hilary Schramm für die hinlängliche Erneuerung der Stationen und des Operationssaales und erhöhte die Kollegenzahl auf drei Assistenten und vier unbezahlte Eleven. In Krakau vollzog sich der historische Wechsel von Antisepsis zu Asepsis. Bei dem bald hervorragenden Ruf der Klinik schickte auch das k.u.k. Kriegsministerium Ärzte zur Fortbildung nach Krakau.
Trotz der widrigen Umstände entstanden in Krakau 70 größere wissenschaftliche Veröffentlichungen; einige zählen zu Mikulicz’ besten Arbeiten, so zur plastischen Chirurgie des Gesichts, zur kosmetischen Chirurgie, zur Bluttransfusion, Kochsalzinfusion und zum Ösophaguskarzinom. Auch familiär war es eine wichtige Zeit; denn in den fünf Jahren schenkte ihm seine Frau fünf der acht Kinder. Hartnäckig und erfolgreich bemühte sich Mikulicz bei Wiener Banken um Kredite für einen Neubau. Als er nach fünf Jahren trotz alljährlicher Zusicherungen nicht gebaut war, trat Mikulicz von seinem Amt zurück. Als er sich aus Krakau verabschiedete, dankte ihm die jüdische Gemeinde in besonderer Weise, da er bei der Behandlung keine Unterschiede machte zwischen arm und reich, zwischen Juden und Christen und zwischen Polen und Deutschen, mit den Worten „Sie haben die Humanität bei uns eingeführt“.
Sein Nachfolger in Krakau wurde Ludwik Rydygier, der von 1897 bis 1920 der erste chirurgische Lehrstuhlinhaber der 1867 polonisierten Universität Lemberg war.

### Königsberg (1887–1890)

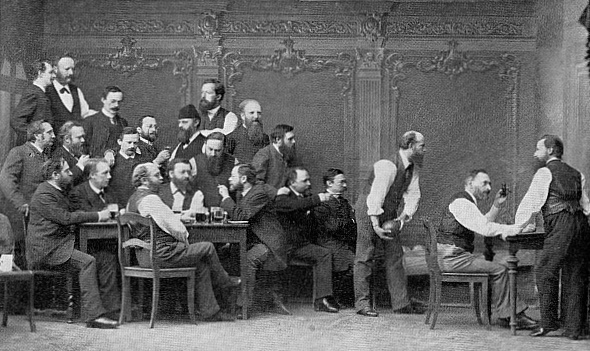
Mikulicz beim Kegelabend des Vereins für wissenschaftliche Heilkunde in Königsberg

Vom Preußische Ministerium der geistlichen-, Unterrichts- und Medizinalangelegenheiten erhielt Mikulicz 1887 einen Ruf auf den Lehrstuhl der Albertus-Universität in der ostpreußischen Hauptstadt Königsberg. Das Wiener Ministerium ließ ihn wissen, dass er bei seiner Annahme nicht nach Österreich-Ungarn zurückkehren könne. Die Medizin in Königsberg genoss im In- und Ausland einen hervorragenden Ruf. Mikulicz sah in der großen und renommierten Klinik ein Sprungbrett ins Deutsche Kaiserreich und folgte dem Ruf. Auf dieser Zwischenstation widmete er sich der (septischen) Viszeralchirurgie und der Urologie. Er ersetzte endgültig Karbol durch Jodoform, entwickelte einen Dampfsterilisator und gab dem Mikulicz-Syndrom seinen Namen. Bei seinen polnischen, ukrainischen und russischen Sprachkenntnissen behandelte er Reiche und Berühmte in seiner Privatpraxis. Oft operierte er in Moskau und St. Petersburg.
In Königsberg brachte ihn der Pharmakologe Bernhard Naunyn auf die Idee eines neuen Periodikums: Ab 1896 erschienen die Mitteilungen aus den Grenzgebieten der Medizin und Chirurgie beim Gustav Fischer Verlag.

### Breslau (1890–1905)

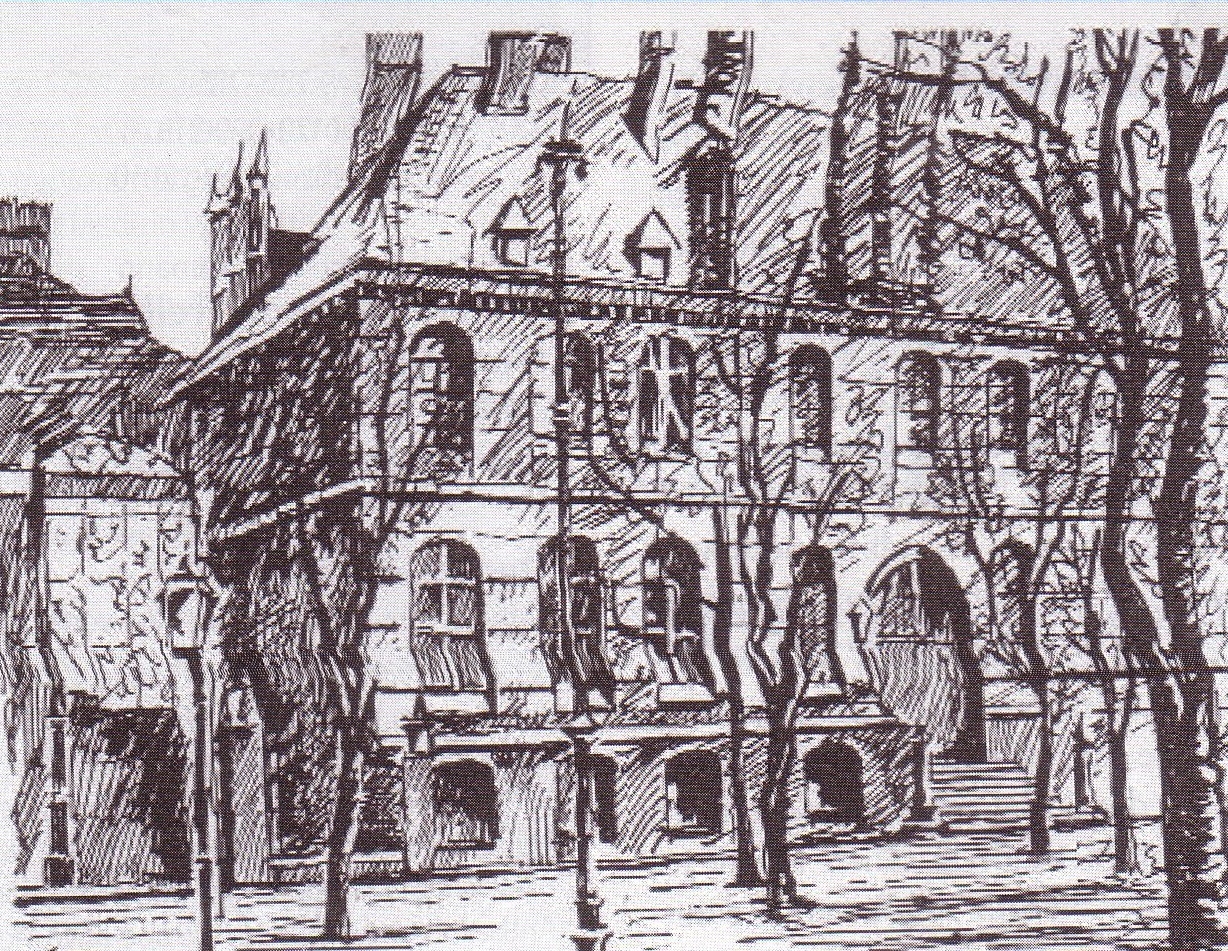
Neue Chirurgische Klinik in Breslau

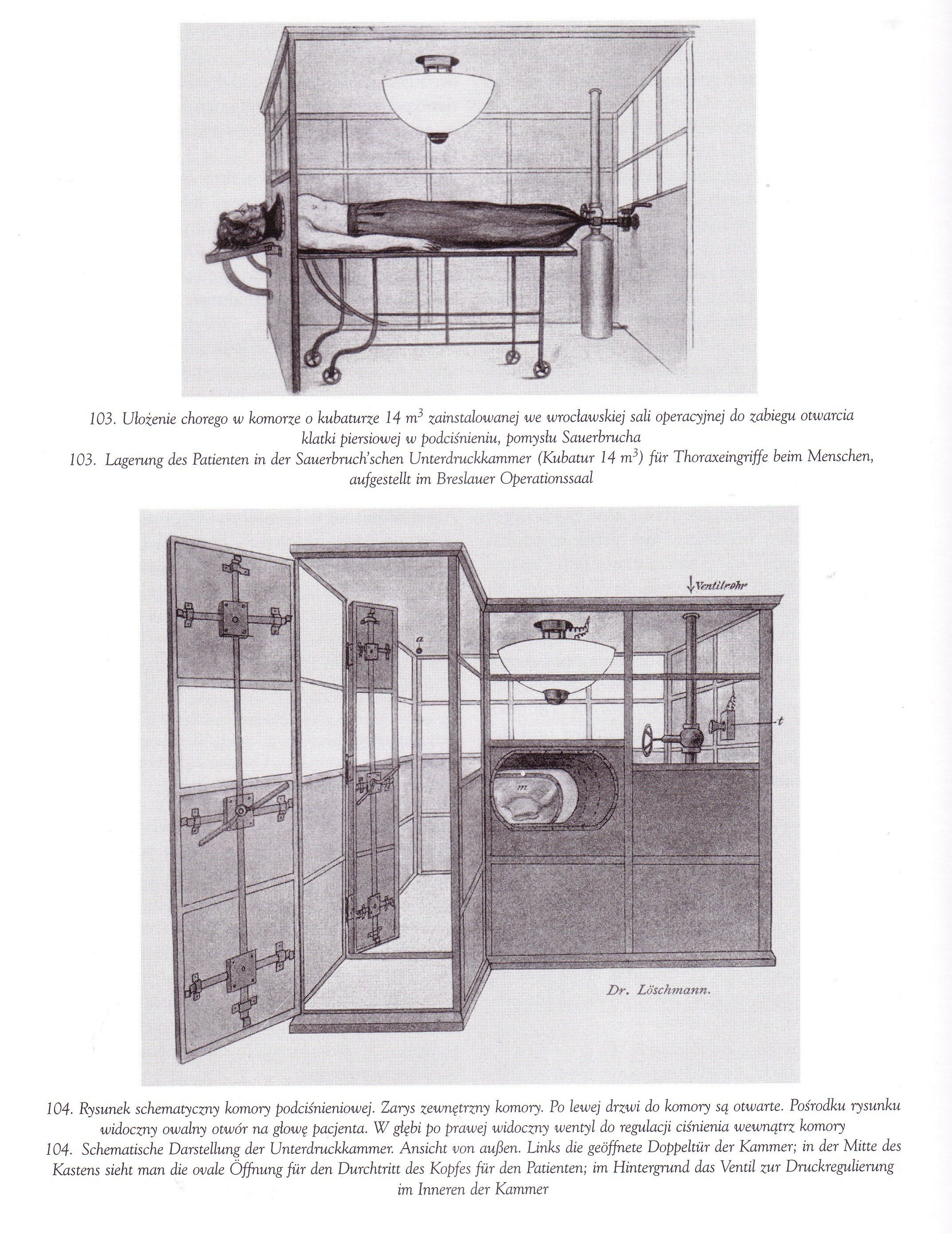
Mikulicz’ Unterdruckkammer

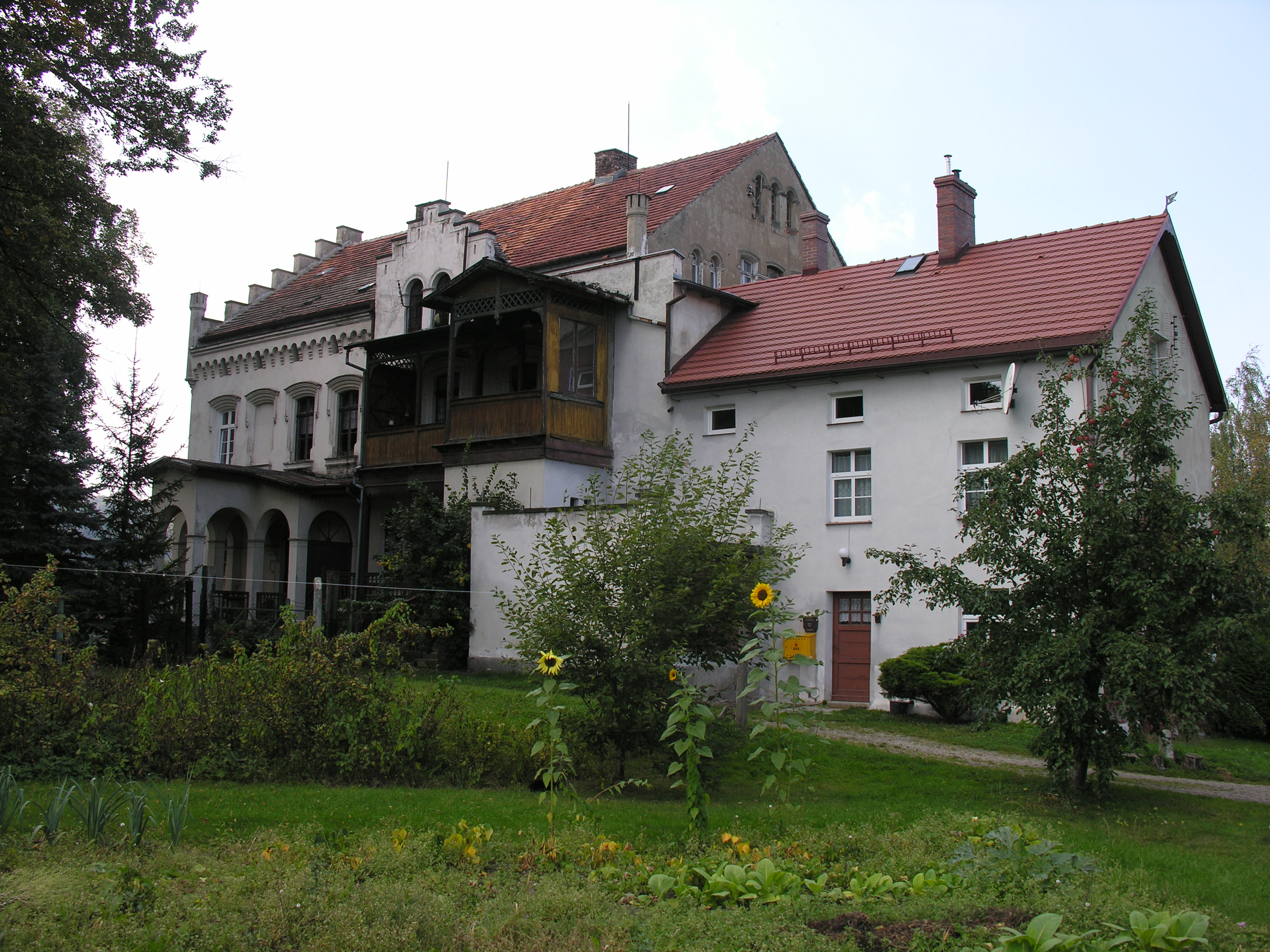
Mikulicz’ Landhaus in Freiburg i. Schl.

Im Jahr 1890 folgte er dem Ruf der Schlesischen Friedrich-Wilhelms-Universität Breslau in der Provinz Schlesien. Als Nachfolger von Hermann Fischer zunächst in einem Altbau mit 90 Betten, konnte er 1891 einen Neubau beziehen, den er vergrößerte und zu einem Vorbild für die ganze Chirurgenwelt machte. Als 1897 der neue OP-Trakt mit abgetrennten Anästhesie-, Sterilisations- und Umkleideräumen in Betrieb ging und nicht mehr im Hörsaal operiert wurde, hatte Breslau die modernste Klinik Deutschlands und eine der größten und bestausgerüsteten in Europa. Zum ersten Mal in der Geschichte der Chirurgie trugen Operateure sterile Baumwollhandschuhe, Mundmasken, Hauben und Kittel. Als Mikulicz 1902 auf einer USA-Reise William Stewart Halsted mit Gummihandschuhen operieren sah, übernahm er sie für Infektionen. Asepsis war oberstes Gebot. Er forderte sogar Schweigen im Operationssaal um Tröpfeninfektionen zu vermeiden. Bezeichnend war die enge Zusammenarbeit mit dem Hygieniker Carl Flügge.
Mikulicz gliederte seine Klinik in drei Abteilungen: Chirurgie, Orthopädie und Urologie. Noch mehr als in Königsberg widmete er sich der Urologie, die er nach Besuchen bei John Benjamin Murphy, Charles Horace Mayo und William James Mayo systematisch ausbaute und verselbständigte. Die urologische Poliklinik besetzte er mit Georg Gottstein. Die Ärzte konnten sich auf Labors für Chemie, Bakteriologie und Pathologie, auf ein Fotolabor und einen Tierstall stützen. Mikulicz’ Bibliothek galt als eine der besten Europas. Von 1902 bis 1905 war Max Tiegel, der Erfinder des Tiegelventils, an der Klinik, von 1898 bis 1905 Wilhelm Anschütz, welcher 1905 Mikulicz’ älteste Tochter Hilda von Mikulicz heiratete.
Nachdem er seinem Schüler und Oberarzt Ferdinand Sauerbruch 1903, dem der Geheimrat 1903 von Amerika aus bereits eine Stelle als Volontärarzt ab 1. Oktober angeboten hatte, die Lösung der Probleme bei Operationen im geöffneten Brustraum, um intrathorakale Speiseröhrenoperationen zu ermöglichen, übertragen und dieser den im Brustkorb herrschenden Unterdruck als deren Ursache erkannt hatte, ließ Mikulicz in Breslau eine große Unterdruck-Operationskammer errichten, die in seiner Privatklinik erstmals bei Eingriffen an Menschen Verwendung fand.
Niemand auf der Welt hatte mehr Magenkarzinome reseziert als Mikulicz – 185 in Breslau, seit 1890 nach seiner eigenen Methode. Im Dezember 1904 erkannte er die Erkrankung bei sich selbst und teilte seinem Oberarzt Sauerbruch die Krebsdiagnose mit. Erst nach den Weihnachtstagen offenbarte er sie seiner Familie (darunter der Chirurg Anschütz, der, am 1. Januar gefragt, eine Operation an seinem Schwiegervater ablehnte) und konsultierte Bernhard Naunyn und seinen aus Wien nach Breslau gekommenen Schüler Anton von Eiselsberg. Dessen Probe-Laparotomie am 3. Januar, bei der Sauerbruch als Narkotiseur mitwirkte, zeigte die fatale inoperable Tumorinfiltration der Bauchspeicheldrüse, von dessen chronischer Entzündung Mikulicz wusste. Als er sich von dem Eingriff erholt hatte, arbeitete er mit alter Intensität weiter, bis er zu Hause bettlägerig wurde und starb. Wenige Tage vor seinem Tod schrieb er einem Freund in Wien: „Ich sterbe ohne irgendwelchen Groll und mit dem Gefühl der Zufriedenheit mit dem Leben. Ich arbeitete nach meiner Möglichkeit und fand auf der Welt Ansehen und Glück“.
In Breslau war Mikulicz zweimal Dekan der Medizinischen Fakultät, zuletzt in seinem Todesjahr. Seine Nachfolger waren Carl Garrè, Hermann Küttner, Karl Heinrich Bauer, Hans Killian, Wiktor Bross (bis 1973), Stefan Koczorowski (bis 1980) und Bogdan Łazarkiewicz (1980–2000).

### Beileidsbekundungen und Beerdigung

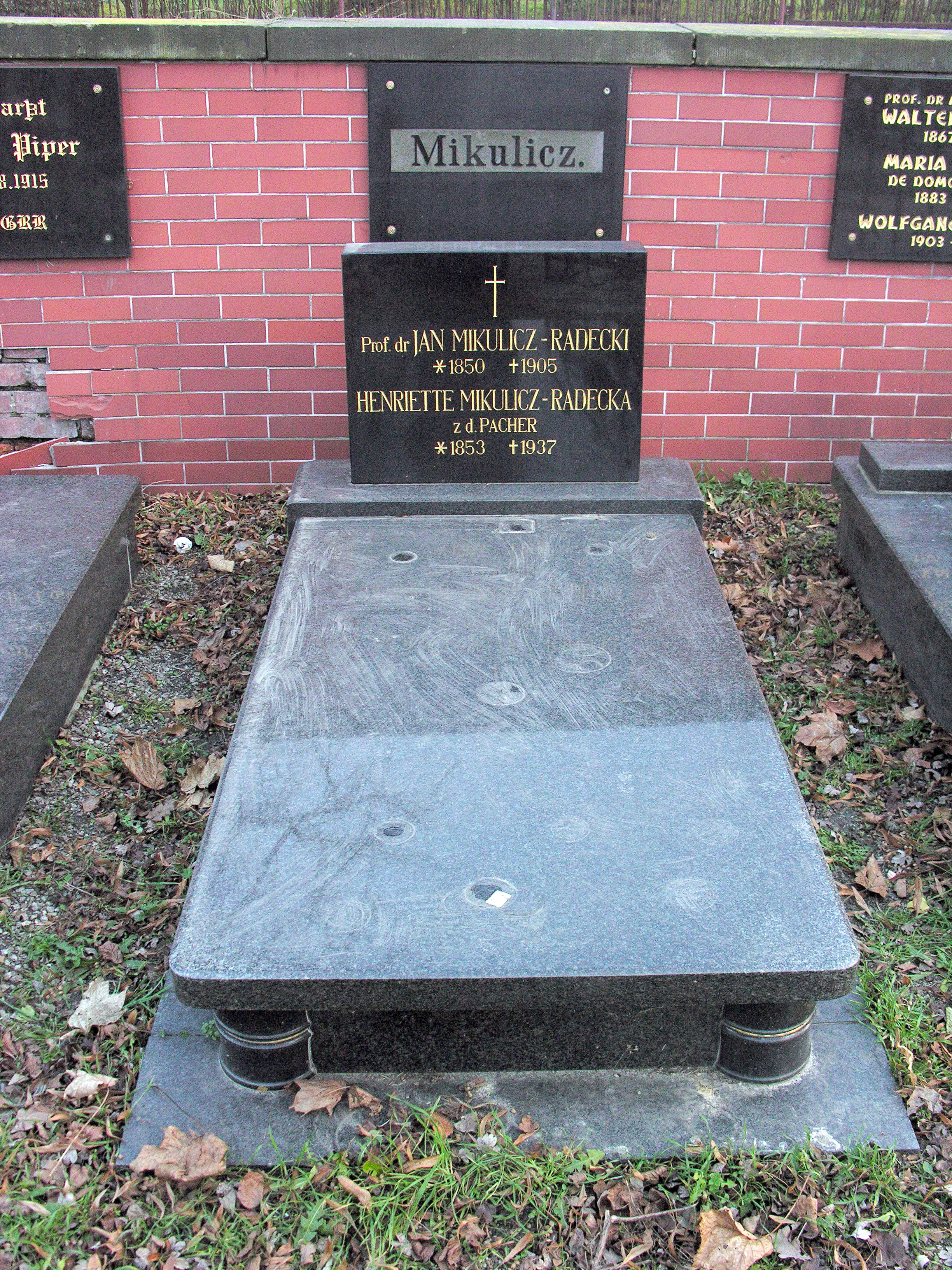
Familiengrab in Freiburg in Schlesien

Kaiser Wilhelm schickte ein Beileidstelegramm. Unter großer Beteiligung der Breslauer Bevölkerung zelebrierte Pfarrer Laska von der Kreuzkirche (Breslau) das Totenamt. Felix Dahn hielt eine Trauerrede. Für die Medizinische Fakultät sprach Emil Ponfick, der dem Toten einen Lorbeer- und Eichenkranz in den Sarg legte. Für die Universität Wien und die Schüler von Mikulicz sprachen v. Eiselsberg und Alexander Tietze, für die Breslauer Studentenschaft cand. med. von Rottkay, für die Jagiellonen-Universität der Chirurg Bronisław Kader.
Beerdigt wurde Mikulicz am 17. Juni 1905 gemäß seinem Wunsch im niederschlesischen Freiburg, in der Nähe seines Landsitzes in Polsnitz am gleichnamigen Fluss, nahe dem Riesengebirge.

„Er ist begraben worden, wie es sich geziemt für einen Mann, der für die Menschheit gelebt hat und dem die gesamte Menschheit Dank schuldig ist.“

## Erinnerung
Artur Volkmanns Denkmal wurde am 27. Mai 1909 enthüllt. Es zeigte Athene und Hygieia, die dem im Arztkittel sitzenden Mikulicz einen Lorbeerkranz reichen. Zugegen waren Mikulicz' Bruder Valerian in österreichischer Generalsuniform, Anton Wölfler und von Eiselsberg, Feodora von Sachsen-Meiningen, andere Fürsten, der Universitätsrektor und die Bürgermeister von Czernowitz und Breslau. Der Breslauer Domchor sang.
1908 schenkte Henriette von Mikulicz die Totenmaske ihres Mannes, seine Handschriften und Läwens Porträt dem Mikulicz-Schüler Hayari Miyake (1867–1933). Die Maske überdauerte den Krieg und fand sich in der Sammlung von Miyakis Sohn Hiroshi, der ebenfalls Chirurgieprofessor war. Als „Andenken an den Urvater unserer Chirurgie“ ließ er sie für andere japanische Chirurgen vervielfältigen. Das Original schickte er 1976 dem Mikulicz-Enkel Felix Anschütz. Eine Urenkelin von Hiroshi Miyake überließ 2002 Bogdan Łazarkiewicz in Breslau eine Kopie.
Henriette von Mikulicz überlebte ihren Mann um 32 Jahre. Sie schrieb seine Lebensgeschichte, die erst 1988 (zum Teil) veröffentlicht wurde. Sie wurde neben ihm und ihrem Sohn Friedrich beigesetzt.

## Kinder
1. Hilda Friederike Emilie Johanna (1881–1954), Gesangsausbildung in Paris und bei Julius Stockhausen, verheiratet mit Wilhelm Anschütz
2. Hans (1882–1891), gestorben an Diphtherie
3. Maria Eleonore Henriette Valerie – „Mizi“ (1883–1928), verh. mit Walther Kausch; die drei Kinder Eva (1906), Dietrich (1911) und Klaus (1918–2010) wurden Ärzte.
4. Margarete Sofia Anna Henriette – „Grete“ (1884–1964), verh. mit Hans Piper (gefallen 1915), Mutter des Ophthalmologen Hans-Felix Piper
5. Heni (1886–1887), gestorben an Diphtherie
6. Friedrich Franz Valerian – „Fritz“ (1886–1910), Zwillingsbruder von Heni, gestorben an Pneumonie
7. Felix Ernst Johannes Benvenuto (1892–1966), Gynäkologe
8. Elisabeth Maria Theresia Antonie Frieda – „Mima“ (1893–?), verh. mit Wilhelm Löhr, Mutter von Berthold Löhr, Großmutter von Joachim Löhr

Die Töchter Hilda, Maria und Elisabeth waren mit Chirurgen und Margarete mit einem Physiologen verheiratet.

## Leistungen
Johann von Mikulicz gilt als Begründer der Ösophagoskopie und Gastroskopie. Im Jahr 1881 beschrieb er die Achalasie als Funktionsstörung des unteren Ösophagussphinkters. Seine geniale Behandlung war die Fingerweitung durch den eröffneten Magen. 1886 stellte er die subtotale Schilddrüsenresektion vor, um die postoperative Hypothyreose zu verhindern; 1896 verwendete er erstmals einen Mundschutz während Operationen zur Sicherung des aseptischen Verlaufs von Operationen. 1902 ermöglichte er die Anerkennung der Lokalanästhesie, die Carl Ludwig Schleich schon 1892 erfolglos vorgestellt hatte. Seine Technik der Magenresektion ging als Heinek-Mikulicz-Methode in die Medizingeschichte ein. Die Wiegen der deutschen Thorax- und Magenchirurgie (besonders der Speiseröhre) standen in Breslau. Weitgehend vergessen ist seine überragende Bedeutung für die Urologie.
Mikulicz bereicherte die Medizintechnik mit einem neuartigen und heizbaren Operationstisch, einer Maschine für die Äthernarkose, verschiedenen Nadeln, Pinzetten, Zangen und Hohlnadeln für die Entnahme von Biopsien. Er erfand und vereinfachte Operationsinstrumente; seine gebogene scharfe Klemme (ähnlich dem Overholt) wird noch heute beim Eröffnen des Abdomens benutzt, um das Peritoneum und Faszien zu halten. Im Jargon des Operationssaals wird sie in der Regel kurz als Miku bezeichnet.
Nach Julius Neugebauer hat Mikulicz „wohl den größten Beitrag zur modernen Chirurgie geleistet“.

## Schüler
- Wilhelm Anschütz
- Jacob Moritz Blumberg
- Aleksander Bossowski
- Gustav Drehmann
- Walther Kausch
- Georg Kelling
- Alfred Machol
- Adam Majewski
- Ferdinand Sauerbruch
- Hilary Schramm
- Roman Sondermayer
- Rudolf Trzebicky

## Ehrungen

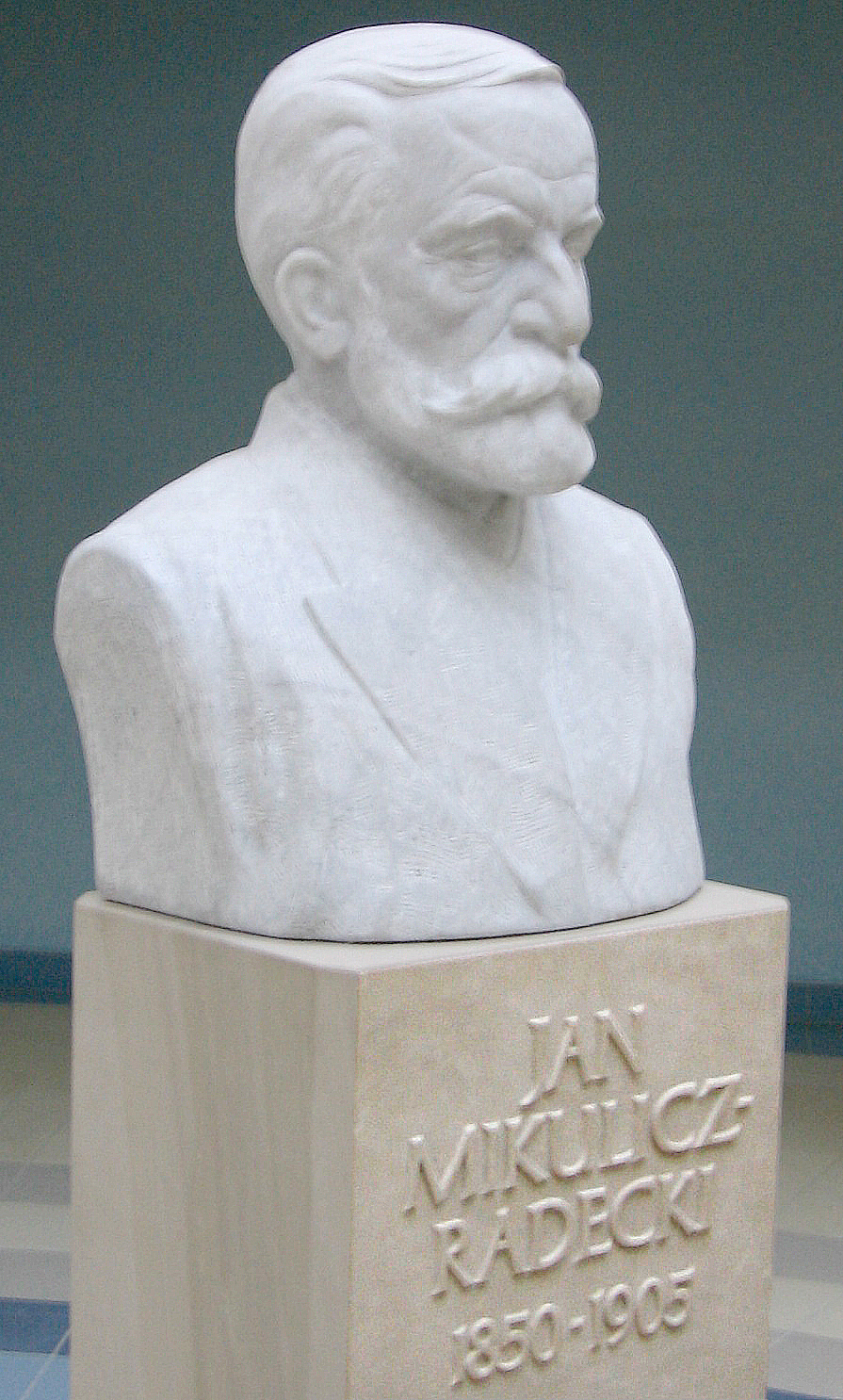
Büste im Klinikum Borowska

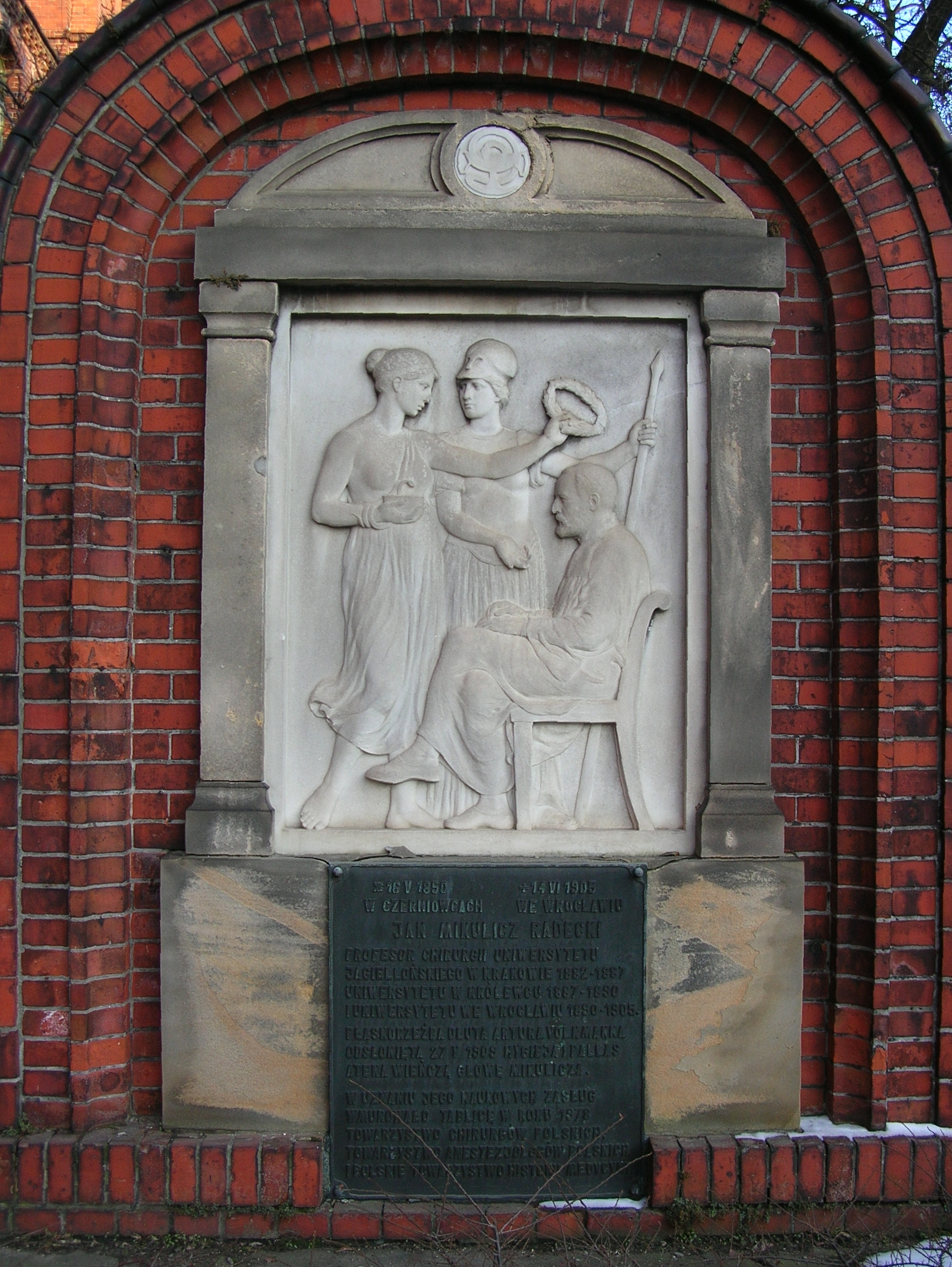
Volkmanns Mikulicz-Denkmal

Noch unbekannt sind verliehene Orden

### Preußen
- Generalleutnant à la suite der Preußischen Armee (1899)[16]
- Generalarzt à la suite der Preußischen Armee (1905)

### Ehrendoktorwürden
- University of Edinburgh (1898)
- University of Glasgow (1901)
- University of Pennsylvania (1903)

### Präsidentschaften
- Krakauer Medizinische Gesellschaft (Ende 1886 bis zum Weggang aus Krakau im März 1887)
- Schlesische Gesellschaft für vaterländische Kultur (1899)

### Ehrenmitgliedschaften
- Ärztegesellschaft Czernowitz
- Zaristische Medizinische Gesellschaft in Wilna (1895)
- Royal College of Surgeons of Edinburgh, postum 1905; die Urkunde wurde Henriette v. Mikulicz überreicht
- Deutsche Gesellschaft für Orthopädische Chirurgie (1905)
- Ärztliche Gesellschaft in Minsk (1901)
- Russische Gesellschaft für Chirurgi (1902)
- Ärztliche Akademie in Rumänien
- Ärztliche Gesellschaft in Helsingfors
- Verein für wissenschaftliche Heilkunde in Königsberg
- Clinical Society of London
- American Surgical Association
- k. k. Gesellschaft der Ärzte in Wien
- New York Academy of Medicine
- Akademischer Chor der Universität Breslau[31]
- Deutsches Rotes Kreuz

### Denkmal
- Artur Volkmann, vor der Klinik in der Tiergartenstraße

## Veröffentlichungen (Auswahl)
- Ueber das Rhinosclerom (Hebra). In: Archiv für klinische Chirurgie. Band 20, 1876, S. 485–534.
- Über die Anwendung der Antisepsis bei Laparotomien mit besonderer Rücksicht auf die Drainage der Peritonealhöhle. In: Archiv für klinische Chirurgie. Band 1, 1881, S. 111–150.
- Ueber einige Modificationen des antiseptischen Verfahrens. In: Archiv für klinische Chirurgie. Band 31, 1884, S. 435–488.
- Zur operativen Behandlung des stenosierenden Magengeschwürs. In: Archiv für Klinische Chirurgie. Band 37, 1888, S. 79 ff.
- Chirurgie. In: W. Lexis (Hrsg.): Die deutschen Universitäten. Für die Universitätsausstellung in Chicago 1893. Band II, Berlin 1893, S. 273–285.
- Die chirurgische Behandlung des chronischen Magengeschwürs. In: Verhandlungen der Deutschen Gesellschaft für Chirurgie. Zentralblatt für Chirurgie. Band 24, 1897.
- Das Operiren in sterilisirten Zwirnhandschuhen und mit Mundbinde. Ein Beitrag zur Sicherung des aseptischen Verlaufs von Operationswunden. In: Zentralblatt für Chirurgie. Band 24, Nr. 26, 1897. S.:713–717. Online
- Beiträge zur Technik der Operation des Magenkarzinoms. In: Verhandlungen der Deutschen Gesellschaft für Chirurgie. 27. Kongress, 1898, S. 252 ff.
- mit Paul von Bruns und Ernst von Bergmann (Hrsg.): Handbuch der praktischen Chirurgie. 1900–1901 in vier Bänden, 1926–1930 in sechs Bänden.
- Die chirurgische Behandlung der Darmkarzinome. In: Zentralblatt für Chirurgie. Band 104, 1902.
- Chirurgische Erfahrungen über die Sauerbruch'sche Kammer bei Unter- und Überdruck. In: Verhandlungen der Deutschen Gesellschaft für Chirurgie. Band 33, I, 1904, S. 34–41.
- Zur Pathologie und Therapie des Kardiospasmus. In: Deutsche Medizinische Wochenschrift. №. 1, 30. Jahrgang, Georg Thieme, Leipzig 1. Januar 1904, S. 17 ff., und №. 2, Leipzig 7. Januar 1904, S. 50 ff.
- Einiges über Naht und Nahtmaterial. In: J. Schwalbe: Deutsche Medizinische Wochenschrift. №. 39, 30. Jahrgang, Georg Thieme, Leipzig 1904, S. 1415–1417.
- Die Bedeutung der Röntgenstrahlen für die Chirurgie. In: Deutsche Medizinische Wochenschrift. 31. Jahrgang, Georg Thieme, Leipzig 1905, S. 657–663.